# Mathis Servais
Mathis Servais (23 november 2004) is een Belgisch voetballer die onder contract ligt bij SK Beveren. Servais is een aanvaller.

## Carrière
Servais is afkomstig van Stave. Hij ruilde de jeugdopleiding van Sporting Charleroi in 2019 voor die van Club Brugge. In juli 2020 ondertekende hij een profcontract bij Club Brugge, ondanks de buitenlandse interesse van onder andere FC Barcelona, AS Roma, Sevilla FC en Olympique Marseille. In datzelfde jaar maakte hij ook zijn debuut voor Club NXT, het beloftenelftal van Club Brugge in Eerste klasse B: op 11 december 2020 viel hij in de competitiewedstrijd tegen KVC Westerlo in de 87e minuut in voor Wilkims Ochieng.

## Clubstatistieken
| Seizoen         | Club            | Land            | Competitie      | Competitie | Competitie | Beker | Beker | Supercup | Supercup | Europees | Europees | Totaal | Totaal |
| Seizoen         | Club            | Land            | Competitie      | Wed.       | Dlp.       | Wed.  | Dlp.  | Wed.     | Dlp.     | Wed.     | Dlp.     | Wed.   | Dlp.   |
| --------------- | --------------- | --------------- | --------------- | ---------- | ---------- | ----- | ----- | -------- | -------- | -------- | -------- | ------ | ------ |
| 2020/21         | Club NXT        | Vlag van België | Eerste klasse B | 10         | 2          | —     | —     | —        | —        | —        | —        | 10     | 2      |
| Carrière totaal | Carrière totaal | Carrière totaal | Carrière totaal | 10         | 2          | 0     | 0     | 0        | 0        | 0        | 0        | 10     | 2      |

Bijgewerkt op 11 mei 2021.

## Trivia
- Servais werd bij zijn debuut voor Club NXT op 11 december 2020 de jongste speler ooit in Eerste klasse B met een leeftijd van 16 jaar en 18 dagen. Hij nam het record over van zijn ploegmaat Lenn De Smet, die eerder in dezelfde wedstrijd zijn debuut had gemaakt.[3]